# Arthur Zborzil
Arthur Zborzil (Vienna, 15 luglio 1885 – 15 ottobre 1937) è stato un tennista austriaco.

## Palmarès

### Olimpiadi
- Argento a Stoccolma 1912 nel doppio maschile outdoor.